# 황영철
황영철(黃永哲, 1965년 7월 13일~)은 대한민국의 정치인이다. 제18·19·20대 국회의원이다.

## 학력
- 1978년 홍천국민학교 졸업
- 1981년 홍천중학교 졸업
- 1984년 홍천고등학교 졸업
- 1991년 서울대학교 사회과학대학 정치학 학사

## 경력
- 1991년 초대 홍천군 의회 의원
- 제4,5대 강원도 의회 의원 및 5대 내무위원장
- 서울특별시 농수산공사 이사
- 미래연대 공동대표
- 강원도지사 정무특보
- ~2012년 2월 한나라당 홍천군‧횡성군 당원협의회 위원장
- 제17대 대통령후보 강원도 선대본부장, 대변인
- 2011년 12월~2012년 2월 한나라당 대변인
- 2012년 2월~2012년 5월 새누리당 대변인
- 2012년 2월 새누리당 홍천군‧횡성군 당원협의회 위원장
- 2012년 5월~2012년 12월 새누리당 대표최고위원 비서실장
- 2014년 9월 새누리당 보수혁신특별위원회 위원
- 2015년 2월 새누리당 정책위원회 부의장
- 2017년 2월 바른정당 경선관리위원회 위원
- 2017년 2월~2017년 11월 바른정당 전략홍보본부장
- 바른정당 공보팀장
- 자유한국당 6.13지방선거 강원도당 선거대책위원회 공동선대위원장
- 2019년 9월~2019년 10월: 자유한국당 아프리카 돼지열병 대책 마련을 위한 태스크포스 위원

## 의정활동
- 2008년 5월~2012년 5월 제18대 국회의원(초선, 강원 홍천군·횡성군, 한나라당→새누리당, 초선)
- 제18대 국회 운영위원회 위원
- 제18대 국회 예산결산특별위원회 위원
- 제18대 국회 농림수산식품위원회 위원
- 2012년 5월~2016년 5월 제19대 국회의원(재선, 강원 홍천군·횡성군, 새누리당, 재선)
- 제19대 국회 안전행정위원회 새누리당 간사
- 2013년 3월	민족화해협력범국민협의회 상임의장
- 제19대 국회 예산결산특별위원회 위원
- 제19대 국회 국토교통위원회 위원
- 2014년 11월 국회 군 인권개선 및 병영문화혁신 특별위원회 간사
- 2016년 5월~2019년 10월 제20대 국회의원(3선, 강원 홍천군·철원군·화천군·양구군·인제군, 새누리당→무소속→바른정당→무소속→자유한국당, 3선)
- 2016년 6월~2016년 11월 제20대 국회 전반기 안전행정위원회 위원
- 2016년 6월~2018년 5월 제20대 국회 전반기 예산결산특별위원회 위원
- 2016년 7월~2018년 3월 제20대 국회 평창동계올림픽 및 국제경기대회지원 특별위원회 위원장
- 2016년 12월~2017년 1월 박근혜 정부의 최순실 등 민간인에 의한 국정농단 의혹사건 진상규명을 위한 국정조사특별위원회 위원
- 2017년 7월~2018년 6월 제20대 국회 전반기 행정안전위원회 위원
- 2018년 1월~2018년 6월 제20대 국회 헌법개정 및 정치개혁특별위원회 위원
- 2018년 7월~2019년 10월 제20대 국회 후반기 국방위원회 위원
- 2018년 10월~2019년 6월: 제20대 국회 후반기 남북경제협력특별위원회 위원
- 2019년 3월~2019년 5월: 제20대 국회 후반기 예산결산특별위원회 위원장

## 논란과 의혹

### 18대 총선 금품살포 의혹
- 황영철 의원(강원 홍천·횡성)이 2012.4.11 총선 당시 지역구인 강원도 홍천군 횡성군의 각 읍.면 협의회장들에게 1000여만원의 금품을 돌린 혐의로 2012.9.28 춘천지검에 고발되었다.[2][3]
- 공소시효 완료일(11일)을 하루 남겨둔 10일 오후 4시30분께 황영철 의원 선거법위반 사건(금품살포)의 재정신청서가 춘천지검에 제출됐다. 신청서를 제출한 민주통합당 강원도당은 "검찰이 공소시효 완료일이 임박하도록 기소 여부를 결정하지 않아 재정신청을 먼저 냈다"며 "검찰이 불기소 처분하면 자칫 재정신청 기회조차 잃을 수 있기 때문"이라고 밝혔다.[4]
- 검찰은 수사 결과 "혐의를 인정할 만한 물증을 찾지 못했다"며 황 의원을 불기소 무혐의 처리하였다. 민주통합당 강원도당은 "강원도에서 선거법은 폐기됐는가?"라며 비판했다.[5]

### 투표시간 연장 무산작전 논란
- 투표시간을 기존의 오후 6시에서 8시로 연장하는 것을 골자로 하는 선거법 개정안을, 본래 국회 농림수산식품위원이었다가 2012.11.19 행안위 법안심사소위원장으로 임명된 새누리당 황영철 소위원장(새누리당 간사)이 2012.11.20 자정 무렵 선거법 개정안 논의를 위해 차수를 변경하자는 민주당 의원들의 요구를 거절하고 산회를 선포함으로써, 투표시간 연장관련 법안 상정이 무산되었다. 법안심사소위원장 황영철 의원은“투표시간 연장 등 선거법 개정안 논의는 이번 정기국회에서 더 이상 없다”고 말했다.[6]

### TV토론 참가제한법 발의
- 황영철 의원은 대선 TV 토론회 참가 자격을 제한하는 일명 ‘이정희 방지법’을 발의했다. 황 의원이 발의한 공직선거법 개정안에는 선관위가 주관하는 TV 토론회 참가 자격이 현행에서 국회 교섭단체를 구성한 정당 후보자 또는 여론조사 평균 지지율이 15% 이상인 후보자’로 제한했다. 이 법안을 적용하면 통진당 이정희 후보는 TV 토론회에 참여할 수 없다. 다만 실시 시기는 18대 대선이 끝나고 2013년부터 적용토록 했다.[7]

### 공직선거법 위반(돈봉투를 건넨 혐의)으로 벌금형
- 횡성지역 한 체육행사에서 선거구민 2명에게 각각 30만원과 10만원이 든 돈봉투를 건넨 혐의로 1심에서 벌금 70만원을 선고받았다. 재판부는 고의성이 있는 기부행위에 해당되지만 이후 선거구가 변경돼 횡성군이 선거구에 포함되지 않은 점과 피고인이 초범인등을 참작하였다고 했다.[8]

### 정치자금법 위반혐의로 사무실 압수수색
- 정치자금법 위반 혐의로 2017년 3월 30일 검찰에 지역구 사무실과 사무실 전 직원의 자택 등 3곳에 대한 압수수색을 당하였다. 검찰 관계자는 "고발장이 접수된 사건으로 정치자금법 위반 혐의를 수사 중이다" 라고 밝혔다.[9][10][11] . 정치자금법 수사중 춘천지검은 황 의원의 지역구 비서를 정치자금법 위반 혐의로 구속했다고 2017년 6월 20일 밝혔다. A씨는 수년간 황 의원 지역구 사무실에서 보좌관과 비서 등으로 일하며 보좌진 등의 월급을 일부 반납받아 운영비 등으로 사용하는 등의 혐의를 받고 있다.[12][13] 수사결과 황영철 의원은 2억8000만원 상당의 정치자금을 부정 수수한 것에 관여하고 경조사 명목으로 290만원 상당을 기부해 공직선거법을 위반한 혐의로 기소되었다.[14] 정치자금법 위반 혐의 공판에서 황영철 의원의 전 회계책임자는 증인으로 나와 “황영철 의원 지시로 월급의 일부를 별도의 다른 계좌로 이체해 사무실 운영비로 사용했다”고 증언하였으며 검찰조사중에는 허위진술을 하였는데 “검찰조사를 받을 때 황 의원 측에서 전화를 걸어 불리하게 진술하지 말라고 해서 허위 진술을 했다"고 발언하였다.[15]
- 이 혐의에 대해 검찰은 징역 3년형을 구형했고, 황 의원은 2020년 제21대 총선 불출마를 선언했다.[16] 2018년 8월 31일, 1심을 맡은 춘천지방법원은 징역 2년 6개월에 집행유예 4년 및 벌금 500만원을 선고하고 2억 8700여 만원 추징을 명령하였다.[17] 2019년 2월 20일, 서울고법 춘천재판부에서 열린 2심에서 징역 2년, 집행유예 3년, 벌금 500만 원, 추징금 2억 3909만 930원을 선고받았다. 이 판결은 2019년 10월 31일 대법원에서 확정되어 황영철 의원은 의원직을 상실하였다.[18]

### 탈당 선언후 하루만에 번복 논란
- 5월 2일 오전에 12명의 의원과 함께 탈당을 결정하고 홍준표 자유한국당 후보 지지를 선언했다. 탈당선언문에서 “오늘 바른정당 소속 국회의원 13명은 보수단일화를 통한 정권 창출을 위해 바른정당을 떠나 자유한국당 홍준표 후보를 지지하기 위해 이 자리에 함께했다”고 말했다.[19] 그러나 탈당역풍이 불고 자유한국당 친박계 측에서도 박 전 대통령 탄핵에 앞장섰던 점을 들어 복당을 강력 거부하는 모습을 보이자 탈당계를 회수한 뒤 고민하는 모습을 보였다.[20][21] 결국 황영철 의원은 하루만에 바른정당 탈당을 철회하였다.[22]

## 역대 선거 결과
|  | 32.1% |

|  | 0% |

|  | 61.35% |

|  | 31.50% |

|  | 41.95% |

|  | 49.23% |

|  | 51.80% |

|  | 51.39% |

## 소속 정당
| 소속 정당 | 소속 정당  | 소속 기간 | 비고           |
| --------- | ---------- | --------- | -------------- |
|           | 통일민주당 | 1989~1990 | 입당           |
|           | 민주자유당 | 1990~1991 | 합당           |
|           | 무소속     | 1991~1995 | 탈당 정계 입문 |
|           | 민주자유당 | 1995      | 복당           |
|           | 신한국당   | 1995~1997 | 당명 변경      |
|           | 한나라당   | 1997~2012 | 합당           |
|           | 새누리당   | 2012~2016 | 당명 변경      |
|           | 무소속     | 2016~2017 | 탈당           |
|           | 바른정당   | 2017      | 창당           |
|           | 무소속     | 2017      | 탈당           |
|           | 자유한국당 | 2017~2020 | 복당           |
|           | 미래통합당 | 2020      | 합당           |
|           | 국민의힘   | 2020~현재 | 당명 변경      |

## 가족 관계
- 배우자: 심진숙
  - 아들: 황병준 (1992년 ~ )
    - 며느리: 이아적

## 같이 보기
- 홍천군·횡성군
- 홍천군의 국회의원
- 횡성군의 국회의원
- 홍천군·철원군·화천군·양구군·인제군
- 철원군의 국회의원
- 화천군의 국회의원
- 양구군의 국회의원
- 인제군의 국회의원